# Paolo da Novi
Paolo da Novi (Novi Ligure, 1440 – Génova, 10 de julho de 1507) foi o 42.º Doge da República de Génova.

## Biografia
Natural de Novi Ligure, mudou-se com a sua família para Génova, onde trabalhou como tintureiro de seda. No final do século XV, foi nomeado para o Gabinete da Autoridade, a que se seguiu a nomeação como capitão da defesa do Riviere.
No seu curto mandato como Doge, que durou 17 dias, como um homem sábio e prudente, ele tentou promover reformas a favor do povo e uma convivência pacífica e, para restaurar os cofres do Estado, ele também fez uma hipoteca com o Banco de Saint George.